# Dmitrij Biechtieriew
Dmitrij Nikołajewicz Biechtieriew (ros. Дмитрий Николаевич Бехтерев; ur. 4 listopada 1949 w Kalininie) – rosyjski wioślarz reprezentujący ZSRR, srebrny medalista olimpijski.

## Kariera
Wystąpił na igrzyskach olimpijskich w Montrealu w 1976, gdzie osada ZSRR w składzie: Dmitrij Biechtieriew, Jurij Szurkałow i Jurij Łoriencson (sternik) zdobyła srebrny medal w dwójkach ze sternikiem. W wyścigu finałowym o 2,83 sekundy przegrali z osadą NRD, a o 1,46 sekundy wyprzedzili Czechosłowację. Był to jego jedyny start olimpijski.
Na rozgrywanych w 1975 mistrzostwach świata w Nottingham zajął czwarte miejsce w tej samej konkurencji. Radziecka osada przegrała tam walkę o medal z osadą RFN o 0,28 sekundy.